# 斉藤千恵子
斉藤 千恵子（さいとう ちえこ、11月26日 - ）は、日本の女性声優。青森県出身。

## 来歴
2025年3月31日、同日付でオフィスPACが事業停止したことに伴い、翌4月1日付でフリー転向。

## 人物
青森県平川市に所在する保育園の園長も務めている。
資格は保育士資格、調理師資格。方言は津軽弁。

## 出演

### テレビアニメ
1988年
- つるピカハゲ丸くん（大山）

1989年
- おぼっちゃまくん（1989年 - 1991年、看護婦、生徒B、女の子(1)、クラスメイトB、子供 他）
- シティーハンター3（美女たち、女）

1990年
- それいけ!アンパンマン（めんどりさん、ジュラミくん）
- 八百八町表裏　化粧師
- 藤子不二雄Aの夢魔子（社員C、O.L A）

2008年
- 黒執事（老婆）

2024年
- 青の祓魔師 雪ノ果篇（女将）

### 劇場アニメ
- アタゴオルは猫の森（2006年）
- ブレイブ・ストーリー（2006年）

### OVA
- 暗黒神話（1990年、アナウンスB）
- 機動警察パトレイバー（1990年、辻野ちどり）

### ゲーム
- ぼくのなつやすみ3 -北国篇- 小さなボクの大草原（2007年、大神鈴）

### 吹き替え
- ありがとうございます（ソンキョン母）
- ER XI 緊急救命室 #20（アイリーン〈リンダ・ローソン〉）
- ER XII 緊急救命室 #18（ハリソン夫人〈カトリーヌ・グレイス〉）
- ER XIII 緊急救命室 #17,23（ヘレン・ライリー〈デカ・ボーディン〉）
- ER XIV 緊急救命室 #8,15（ベッキー・ライリー〈フランセス・コンロイ〉）
- クリミナル・マインド FBI行動分析課
- ジョージアの日記/ゆーうつでキラキラな毎日
- 白バラの祈り ゾフィー・ショル、最期の日々（ゾフィーの母）
- ストーム・シティ（カチャの母）
- チャギントン（オルウィン[5]）
- ドレスデン、運命の日
- ブーリン家の姉妹
- MAD MEN
- 名探偵モンク（リッキー先生）
- 楽園

### 映画
- 筆子・その愛 -天使のピアノ-（保育士）

### 舞台
- 僕の東京日記

### その他
- けろけろけろっぴ（けろりーぬ）

## 作詞
- 川中美幸「津軽さくら物語」※齋藤千恵子名義[6]